# Акт (фильм, 1993)
«Акт» — российский фильм 1993 года режиссёра Александра Рогожкина по его же сценарию.

## Сюжет
Обычный человек Игорь Сергеев случайно оказывается владельцем чемодана с валютой. Вскоре он знакомится с немцем Гансом. Умирающий Ганс предлагает другу воспользоваться своим документами для выезда в Германию. Со своей подругой Катей Игорь собираются в эмиграцию, но мечтам на лучшую жизнь не суждено сбыться — переход через финскую границу не удается, а доллары в чемодане оказываются фальшивыми.

## В ролях
- Игорь Сергеев
- Сергей Мигицко
- Татьяна Кузнецова
- Виктор Бычков — муж
- Игорь Головин
- Алексей Полуян
- Борис Чердынцев — рэкетир
- Валерий Кравченко
- Шерхан Абилов — Шерхан, бандит чеченской мафии
- Татьяна Кузнецова
- Борис Морозов

## Критика
Фильм был долгое время практически неизвестен, считался проходным в фильмографии режиссёра:

Говорят, он о том же, что и «Макаров» Владимира Хотиненко, только вместо пистолета там чемодан с деньгами. Загадочна его судьба, он так же прочно забыт, как «Третья Планета», хотя и показывался на «Кинотавре-94», и даже, возможно, пару раз по ТВ, но даже ни одной VHS-копии этого фильма не существует.— Арсений Занин, журнал «Искусство кино», 2021 год

«Акт», повествующий о злоключениях некоего Игоря Сергеева, в руках у которого ввиду трагической случайности оказался забитый долларами кейс, принято считать проходным в фильмографии Рогожкина, однако он в первую очередь интересен в качестве прекрасной иллюстрации всеобщего чувства безысходности, охватившего жителей осколков советской империи. На фоне краха социальной и экономической системы перестроечного СССР в обществе нарастали граничащее с патологией благоговение перед сытым «коллективным Западом» и острое желание безграничного консьюмеризма.— Станислав Луговой, историк кино, сотрудник Музея кино, журнал «Искусство кино», 2022 год

Картина по-своему эталонна в смысле настроения безысходности, охватившего в первые годы после распада Советского Союза многих отечественных кинематографистов. Герои подобных фильмов любыми правдами и неправдами стремились покинуть разорившуюся отчизну с пустыми полками магазинов и угрюмыми очередями, чтобы оказаться на манящем своим благополучием Западе. Но, увы, авторы редко давали им подобный шанс. Чаще планы неудачливых персонажей в последний момент рушились, и «жизнь в розовом цвете» оставалась только мечтой… Вероятно, найдется не так уж много желающих досмотреть этот тягостный фильм до конца. Не говоря уже о том, чтобы увидеть его ещё раз.— киновед Александр Фёдоров, 2022 год

## Фестивали
Фильм участвовал в конкурсной программе кинофестиваля «Кинотавр» (1994).